# Moschiola
Moschiola és un gènere d'artiodàctils de la família dels tragúlids. Conté les espècies següents:
- Tràgul de l'Índia (M. indica)
- Tràgul ratllat (M. kathygre)
- Tràgul tacat (M. meminna)